# 明治大学ピラニアギャングス
明治大学バスケットボール部ピラニアギャングス（めいじだいがくバスケットボールぶピラニアギャングス、英: Meiji University Basketball Club Piranhagangs）は明治大学体育会に所属する男子バスケットボールチームである。1925年創部。関東大学バスケットボール連盟所属。チームカラーは「紫紺」。

## 歴史
1925年、明大在学中の妹尾堅吉（後の大日本バスケットボール協会（現・日本バスケットボール協会）発起人のひとり）が、YMCAで行われていたバスケットボール競技に関心をもち、大学の許可を得て「学友会篭球部」として発足。
1932年、初の米国遠征を実施。バスケットボール競技の考案者であるジェームズ・ネイスミス博士などを訪問。
1937年、全日本選手権（オールジャパン）に初出場。
1960年、全日本学生選手権（インカレ）初優勝。以降数多くの栄冠を手にする。インカレ優勝回数は日本体育大学・日本大学に次いで第3位となる9回を誇る。
1968年、韓国の高麗大学との間で、両大学が相互に訪問する方式での定期戦を開始。（2023年現在に至るまで、50回以上に亘り開催）
1972年、山本良一（現・J.フロント リテイリング社長）主将時に、全日本大学バスケットボール選手権大会で3連覇を達成。
1975年の全日本総合バスケットボール選手権大会で優勝。現在のところ学生チーム最後の同大会優勝となっている。
1980年代に入り黄金時代が終焉。その後2部と1部を往復、3部も経験するなど低迷が続き、2000年以降は2部に定着していたが2009年2部で優勝、1部に昇格を果たし2010年度、2012年度インカレ3位の好成績をおさめた。

## 国際交流

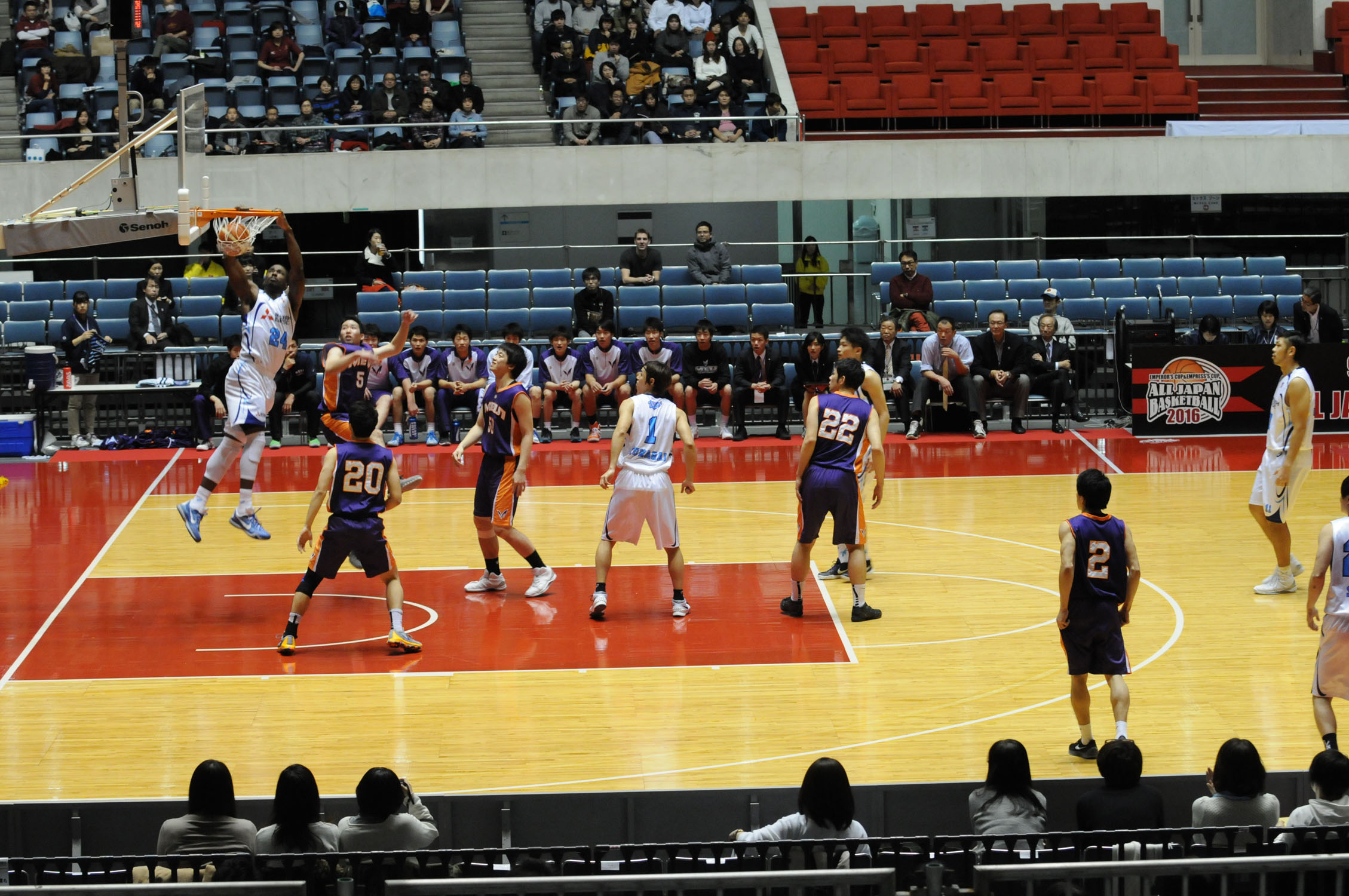
第91回天皇杯・第82回皇后杯 全日本総合バスケットボール選手権大会（名古屋ダイヤモンドドルフィンズ戦）

1932年、初の米国遠征を実施。バスケットボールの考案者であるジェームズ・ネイスミス博士を訪問し直接指導を受けたことなどが記録に残されている。
韓国の高麗大学や米国のハワイ大学など海外遠征の機会は多く、特に高麗大学との相互訪問方式による定期交流戦は50回以上に亘り開催されている歴史ある国際定期交流戦となっており、学生スポーツ界におけるグローバル化の先駆者として活動が継続されている。

## 主な成績
- 全日本大学バスケットボール選手権大会
優勝9回（1960年、1963年、1964年、1970年、1971年、1972年、1974年、1975年、1976年[2]）
- 天皇杯・皇后杯全日本バスケットボール選手権大会
優勝1回（1975年）
- 関東大学バスケットボール選手権（トーナメント）
優勝4回
- 関東大学バスケットボールリーグ戦（リーグ戦）
優勝8回

## 主な卒業生

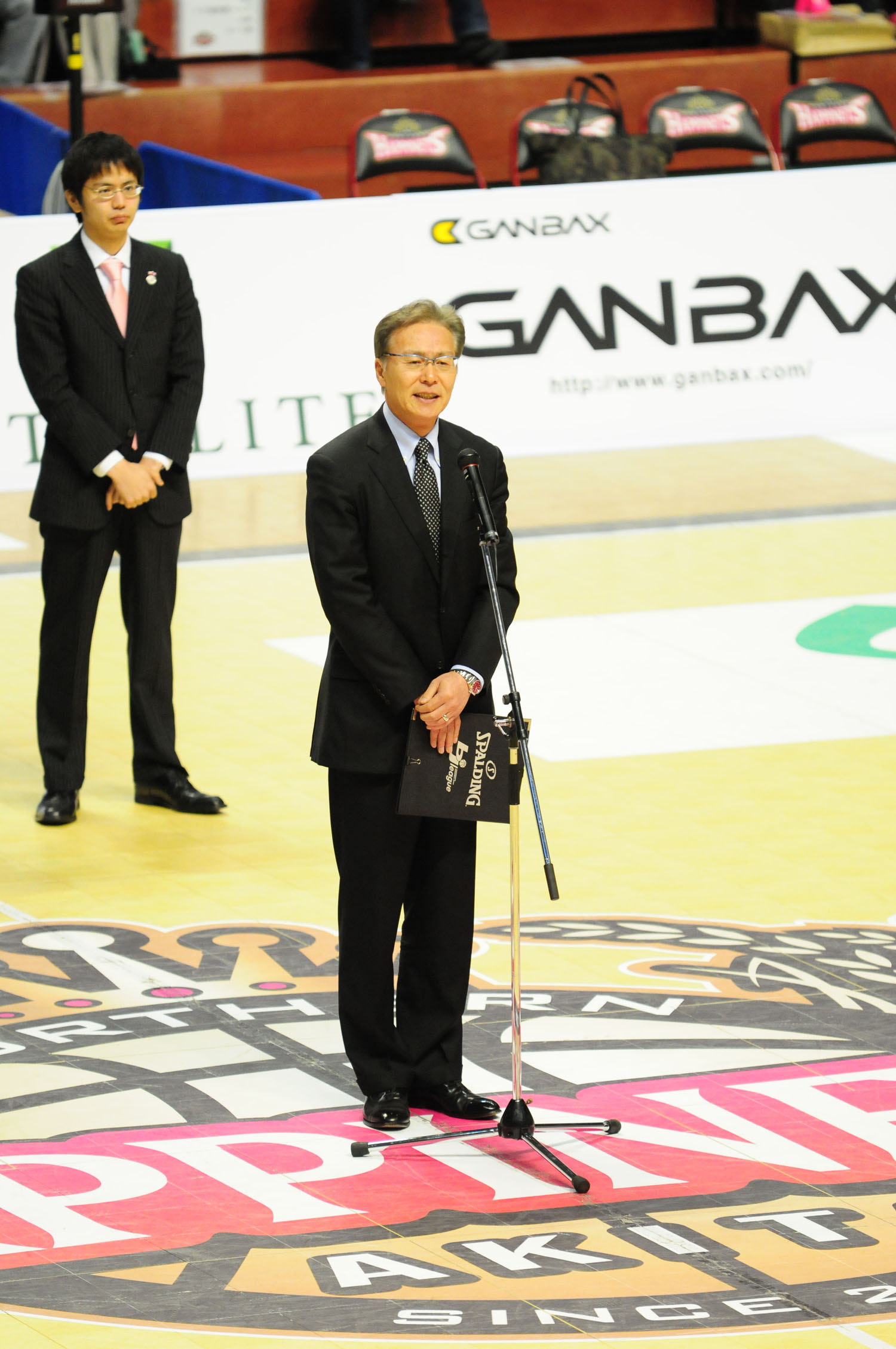
河内敏光（日本プロバスケットボールリーグコミッショナー）

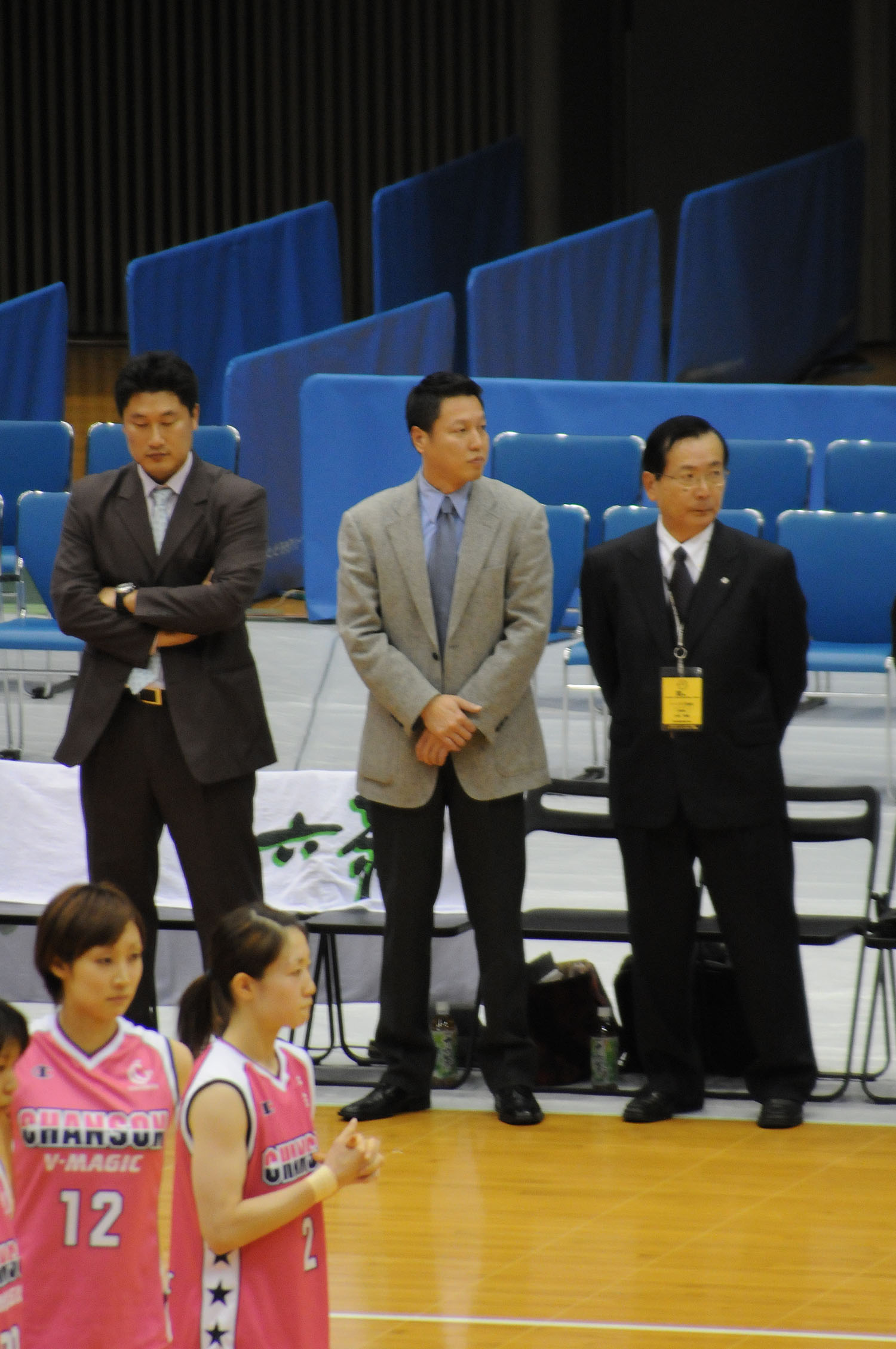
梅嵜周毅（シャンソンVマジック監督）

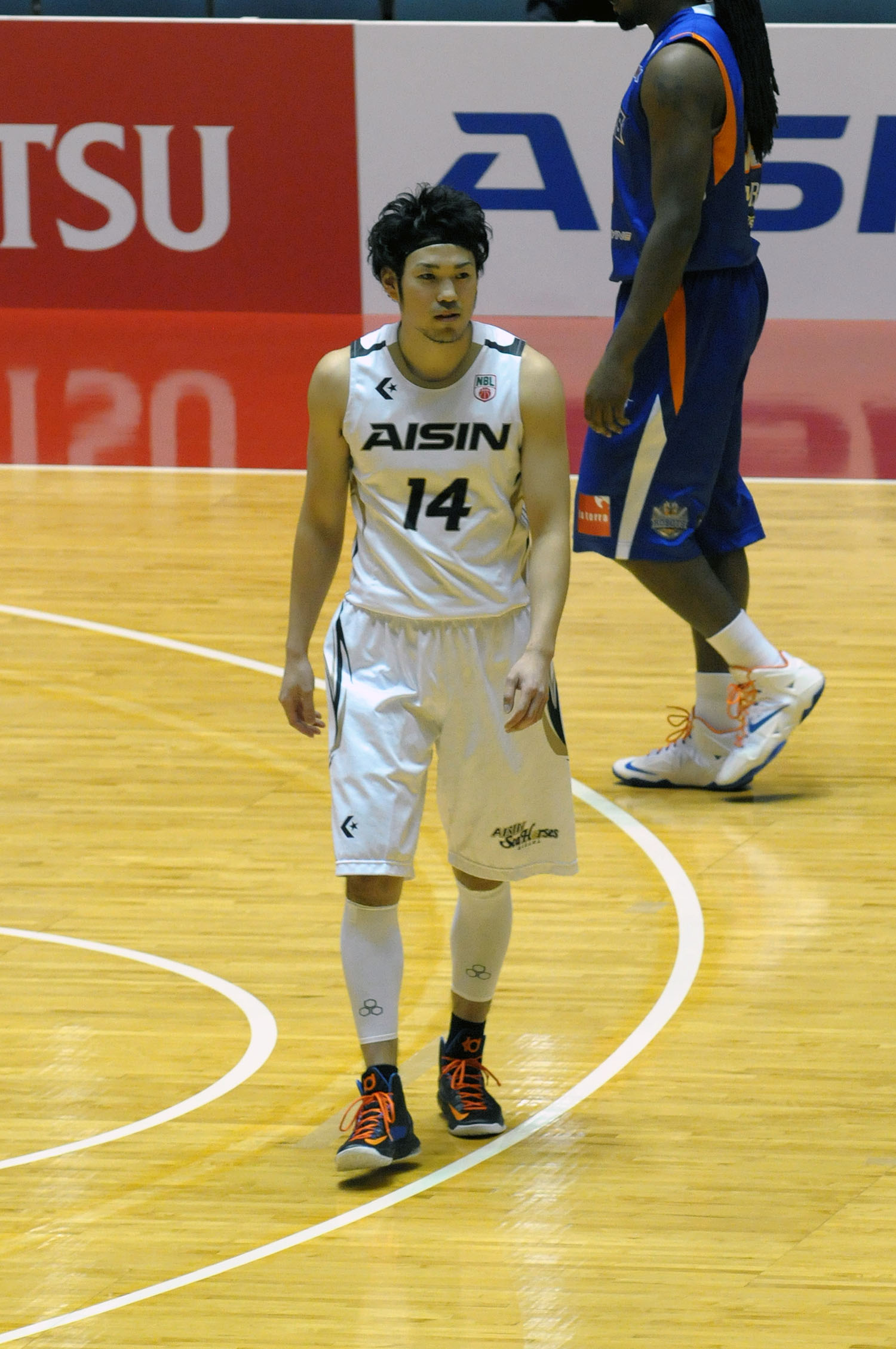
金丸晃輔

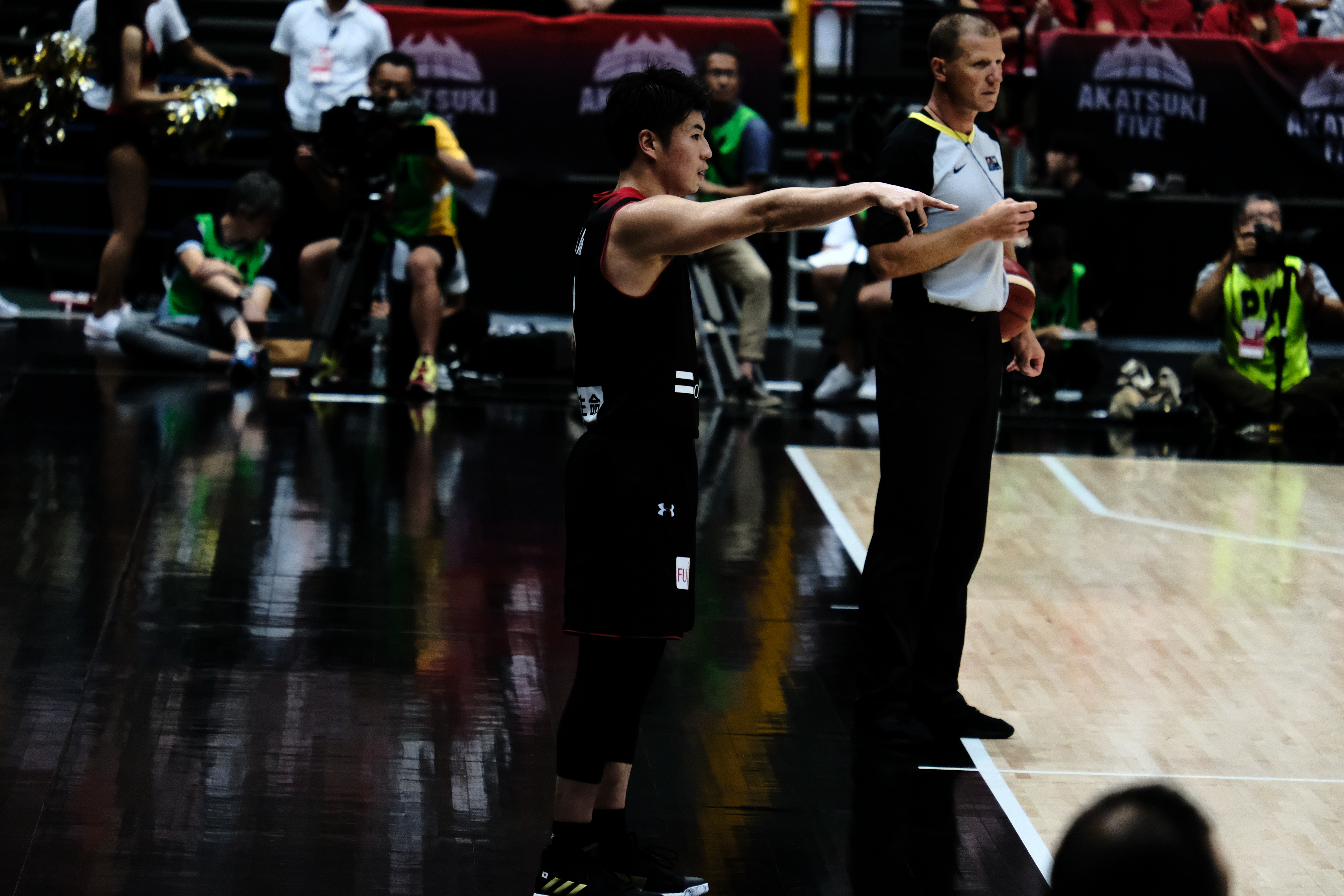
安藤誓哉

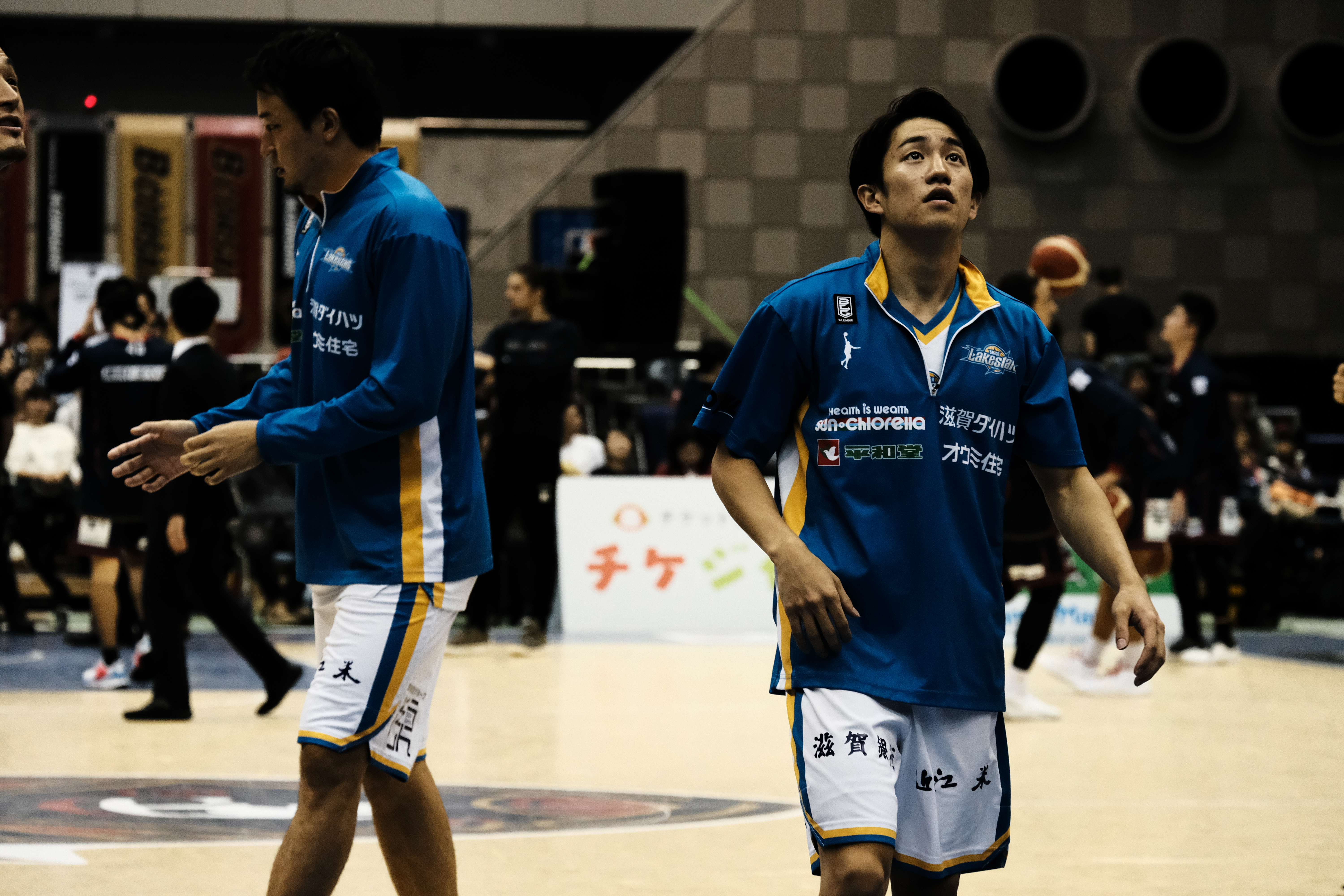
齋藤拓実

- 妹尾堅吉 - 日本バスケットボール協会発起メンバー、明大バスケットボール部創部者
- 鈴木彪平 - 東日本盲導犬協会創設者、日本盲人キリスト教伝道協議会議長
- 藤田学 - 1956年メルボルンオリンピック代表
- 今泉健一 - 1956年メルボルンオリンピック・1960年ローマオリンピック代表
- 大平礼三 - 1956年メルボルンオリンピック
- 志賀政司 - 1960年ローマオリンピック・1964年東京オリンピック代表
- 江川嘉孝 - 1964年東京オリンピック代表、1976年モントリオールオリンピック代表コーチ
- 角田勝次 - 1964年東京オリンピック代表、明治大学女子コーチ
- 山本良一 - 全日本学生選手権3連覇時の主将、実業家（J.フロント リテイリング社長、日本百貨店協会副会長）
- 森哲 - 1972年ミュンヘンオリンピック・1976年モントリオールオリンピック代表
- 山本浩二 - 1976年モントリオールオリンピック代表、日立戸塚女子監督
- 河内敏光 - 日本プロバスケットボールリーグ（bjリーグ）創立・社長、日本代表監督、三井生命監督、新潟スポーツプロモーション社長
- 北原憲彦 - 日本代表主将、1976年モントリオールオリンピック代表、バスケットボール女子日本代表監督
- 栗山敏昭 - 栗山米菓社長
- 藤堂匡令 - 日本バスケットボール協会審判部長
- 加藤伸樹 - 日本代表
- 塚本清彦 - NBA解説者、明治大学ヘッドコーチ、大阪エヴェッサ立上げ
- 梅嵜周毅 - シャンソンVマジック監督、バスケットボール男子U19日本代表チームアシスタントコーチ
- 丸岡茂樹 - 豊田通商監督（日本リーグ優勝）、高松ファイブアローズ監督、JBL2実行委員長
- 知花武彦 - 日本代表、トヨタ自動車アンテロープスアシスタントコーチ・総括
- 佐藤信長 - 能代工業高校元バスケットボール部監督
- 鍵冨善宏 - 明大ヘッドコーチ、元丸紅
- 新井卓二 - ビューティ&ウェルネス専門職大学教授
- 斉藤勝一 - 日立サンロッカーズ、ゼクセル（ボッシュブルーウィンズ）、住友金属
- 宍戸治一 - 大阪エヴェッサ、富山グラウジーズ、埼玉ブロンコス
- 山下泰弘 - 佐賀バルーナーズ
- 伊與田俊 - アイシン・エィ・ダブリュ アレイオンズ安城
- 横尾達泰 - 香川ファイブアローズ、洛南高校インカレ優勝メンバー
- 北向由樹 - 埼玉ブロンコス
- 金丸晃輔 - 2020年東京オリンピック代表、2009年夏季ユニバーシアード代表・得点王、ウィリアム・ジョーンズカップA代表、佐賀バルーナーズ
- 田中成也 - 新潟アルビレックスBB
- 田村晋 - 越谷アルファーズ
- 岸本行央 - 高松ファイブアローズ
- 今川友哲 - 滋賀レイクスターズ
- 目健人 - 埼玉ブロンコス
- 清水隆平 - 埼玉ブロンコス
- 安藤誓哉 - 2019年FIBAバスケットボール・ワールドカップ日本代表、島根スサノオマジック
- 西川貴之 - 茨城ロボッツ
- 中東泰斗 - 名古屋ダイヤモンドドルフィンズ
- 秋葉真司 - サンロッカーズ渋谷
- 齋藤拓実 - 日本代表、名古屋ダイヤモンドドルフィンズ
- 森山修斗 - 滋賀レイクスターズ
- 綱井勇介 - 神戸ストークス
- 平井健太 - 世界ジュニア選手権200mバタフライ優勝
- 渡辺翔太 - 仙台89ERS
- 植松義也 - 琉球ゴールデンキングス
- 野口龍太郎 - アルティーリ千葉
- 吉川治耀 - さいたまブロンコス
- 濱西秀人 - 東京海上日動ビッグブルー
- 平松克樹 - ファイティングイーグルス名古屋
- 宮本滉希 - 仙台89ERS
- 富田一成 - 山口パッツファイブ
- 伊澤実孝 - SHINAGAWA CITY BASKETBALL CLUB
- 溝口月斗 - 豊田合成スコーピオンズ
- 滋賀レイクス - 湘南ユナイテッドBC
- 常田耕平 - 滋賀レイクス
- 會田圭佑 - ライジングゼファーフクオカ